# Tāzeh Kand-e Janīzeh
Tāzeh Kand-e Janīzeh (persiska: تازِه كَندِ جَنيزِه, تازه کند جنیزه) är en ort i Iran.   Den ligger i provinsen Västazarbaijan, i den nordvästra delen av landet, 600 km väster om huvudstaden Teheran. Tāzeh Kand-e Janīzeh ligger 1 355 meter över havet och antalet invånare är 234.
Terrängen runt Tāzeh Kand-e Janīzeh är kuperad västerut, men österut är den platt. Runt Tāzeh Kand-e Janīzeh är det ganska tätbefolkat, med 185 invånare per kvadratkilometer. Närmaste större samhälle är Urmia, 15,4 km sydost om Tāzeh Kand-e Janīzeh. Trakten runt Tāzeh Kand-e Janīzeh består till största delen av jordbruksmark.